# Gemeinderatswahl in St. Pölten 2001
Die Gemeinderatswahl 2001 fand am 7. Oktober 2001 statt und war die zwölfte reguläre Gemeinderatswahl in St. Pölten nach Kriegsende. Trotz Verluste konnte die Sozialdemokratische Partei Österreichs erneut die meisten Stimmen auf sich vereinen und die absolute Mehrheit verteidigen.

## Ausgangslage
Bei der Wahl vom 13. Oktober 1996 konnte die SPÖ trotz starker Verluste erneut die meisten Stimmen auf sich vereinen und die absolute Mehrheit verteidigen. Während auch die ÖVP starke Verluste hinnehmen musste und KPÖ und GRÜNE leicht verloren, gewann die FPÖ stark. Sie erreichte ein Stadtratsmandat, auf ein zweites fehlten nur zehn Stimmen. Das LIF konnte beim ersten Antritt in den Gemeinderat einziehen. 
Kurz nach der Wahl focht die FPÖ die Wahl beim Verfassungsgerichtshof wegen Unregelmäßigkeiten bei der Stimmenauszählung und Verletzung der Wahlaufsichtspflicht durch den Wahlvorsitzenden Willi Gruber an. Er hatte die Wahlaufsicht bei der Vorzugsstimmenauszähung teilweise delegiert. Das Gericht folgte der Argumentation der FPÖ und ließ die Wahl in 17 von 88 Sprengeln wiederholen, in Summe waren 9316 Personen erneut wahlberechtigt.
Bei der Wahlwiederholung vom 31. August 1997 ergaben sich kaum Verschiebungen. Die SPÖ konnte ebenso wie die FPÖ leicht gewinnen, die anderen Parteien verloren leicht. In Summe ergaben sich keine Mandatsverschiebungen in Gemeinderat und Stadtrat.

### Wahlwerbende Parteien und Wahlverlauf
Bei den Wahlen traten die vier im Gemeinderat vertretenen Parteien sowie die Kommunistische Partei Österreichs (KPÖ) an. Die Sozialdemokratische Partei Österreichs (SPÖ) trat mit Willi Gruber als Spitzenkandidat an, die Österreichische Volkspartei (ÖVP) schickte Alfred Brader ins Rennen. Spitzenkandidat der Freiheitlichen Partei Österreichs (FPÖ) war Hermann Nonner, Die Grünen – Die Grüne Alternative (GRÜNE) wurden von Silvia Buschenreiter angeführt. Das Liberale Forum trat unter dem Namen des Spitzenkandidaten Liste Otto Schwarz (LOS) an.
Die letzten Tage vor der Wahl waren von dem ÖVP-Vorwurf geprägt, Willi Gruber hätte die Saalmiete für seine Geburtstagsfeier auf die Stadt verrechnen wollen. Gruber sprach umgehend von einem Fehler in der Rechnungslegung und betonte die Rechnung aus eigener Tasche beglichen zu haben. Da die Vorwürfe jedoch weiter Wahlkampfthema waren erwirkte die SPÖ eine einstweilige Verfügung gegen die Parteizeitung, in der die Vorwürfe veröffentlicht wurden.

## Wahlergebnis
Bei der Wahl vom 7. Oktober 2001 konnte die SPÖ trotz Verluste erneut die meisten Stimmen auf sich vereinen und die absolute Mehrheit verteidigen. Die ÖVP konnte starke Gewinne verzeichnen, ebenso wie die Grünen. Diese konnten die FPÖ, die massive Verluste hinnehmen musste, überholen und erreichten den dritten Platz. LOS und KPÖ schafften keinen Einzug in den Gemeinderat.
|                    | Ergebnisse 2001 | Ergebnisse 2001 | Ergebnisse 2001 | Ergebnisse 1997 | Ergebnisse 1997 | Ergebnisse 1997 | Differenzen | Differenzen | Differenzen |
| ------------------ | --------------- | --------------- | --------------- | --------------- | --------------- | --------------- | ----------- | ----------- | ----------- |
| Stimmen            | %               | Mand.           | Stimmen         | %               | Mand.           | Stimmen         | %           | Mand.       |             |
| Wahlberechtigte    | 40.683          |                 |                 | 40.110          |                 |                 | + 573       |             |             |
| Abgegebene Stimmen | 28.373          | 70,6 %          |                 | 29.642          | 73,9 %          |                 | - 905       | - 3,3 %     |             |
| ungültige Stimmen  | 518             | 1,8 %           |                 | 643             | 4,1 %           |                 | - 125       | - 2,3 %     |             |
| gültige Stimmen    | 27.855          | 98,2 %          |                 | 29.030          | 95,9 %          |                 | - 1.175     | + 2,3 %     |             |
| Partei             |                 |                 |                 |                 |                 |                 |             |             |             |
| SPÖ                | 15.750          | 56,5 %          | 25              | 16.751          | 57,8 %          | 25              | - 1.001     | - 1,3 %     | ± 0         |
| ÖVP                | 7.171           | 25,7 %          | 11              | 5.981           | 20,6 %          | 9               | + 1.190     | + 5,1 %     | + 2         |
| Grüne              | 2.094           | 7,5 %           | 3               | 1.380           | 4,8 %           | 2               | + 714       | + 2,7 %     | + 1         |
| FPÖ                | 2.024           | 7,3 %           | 3               | 3.672           | 12,7 %          | 5               | - 1.648     | - 5,4 %     | - 2         |
| LOS                | 585             | 2,1 %           | 0               | 931             | 3,2 %           | 1               | - 346       | - 1,1 %     | - 1         |
| KPÖ                | 231             | 0,8 %           | 0               | 284             | 1,0 %           | 0               | - 53        | - 0,2 %     | ± 0         |
| Gesamt             | 27.855          | 100,0 %         | 42              | 29.030          | 100,0 %         | 42              | - 1.175     | ± 0         | ± 0         |

## Auswirkungen
Bei der konstituierenden Gemeinderatssitzung wurde Willi Gruber erneut zum Bürgermeister gewählt, Vizebürgermeister wurden Hans Kocevar (SPÖ) und Alfred Brader (ÖVP). Im Stadtrat belegte die SPÖ sieben, die ÖVP zwei, die Grünen und die FPÖ je einen Sitz.
Bereits kurz nach der Wahl äußerte sich Ewald Stadler als stellvertretender Landesparteichef kritisch zum Wahlkampf Nonners und forderte ihn zum Rücktritt auf. Der Bundesvorstand gab Nonner die Schuld am Misserfolg, die Bundespolitik treffe keine Schuld am Abschneiden der FPÖ in St. Pölten. Nach einer Besprechung mit dem Landesparteisekretär Franz Marchat, in dem er Nonner vorgeworfen haben soll zu „ausländerfreundlich“ zu sein, trat er und die anderen gewählten Gemeinderäte aus der FPÖ aus. Sie gründeten daraufhin die Liste Für St. Pölten und verblieben als freie Mandatare im Gemeinderat, die FPÖ war somit nicht mehr vertreten. Bei der Gemeinderatswahl 2006 trat die Liste unter Liste Hermann Nonner an.